# Adoration: The Worship Album
Adoration: The Worship Album é o décimo álbum de estúdio da banda Newsboys, lançado a 8 de abril de 2003. Foi o último disco com o guitarrista Jody Davis.
O álbum reflete uma tendência voltado ao louvor congregacional mesclado com o Pop rock característico da banda.
| Críticas profissionais                                                      | Críticas profissionais |
| Avaliações da crítica                                                       | Avaliações da crítica  |
| Fonte                                                                       | Avaliação              |
| --------------------------------------------------------------------------- | ---------------------- |
| Allmusic                                                                    | [ 4 ]                  |
| Jesus Freak Hideout                                                         | [ 5 ]                  |
| Esta tabela precisa de ser acompanhada por texto em prosa. Consulte o guia. |                        |

## Faixas
1. "He Reigns" – 4:55
2. "You Are My King (Amazing Love)" – 4:31
3. "Great Is Your Faithfulness" – 3:17
4. "Take My Hands (Praises)" – 4:22
5. "Adoration" – 4:23
6. "In Christ Alone" – 4:17
7. "Lord (I Don't Know)" [Ao vivo] – 4:24
8. "It Is You" [Ao vivo] – 6:18
9. "Father, Blessed Father" – 3:59
10. "Hallelujah" – 3:16

## Tabelas
Álbum
| Tabela (2003)              | Posição |
| -------------------------- | ------- |
| Billboard 200              | 33      |
| Top Contemporary Christian | 1       |
| Top Christian Albums       | 1       |

## Créditos
- Peter Furler - Vocal, guitarra, bateria
- Phil Joel - Baixo, guitarra, vocal
- Duncan Phillips - Bateria, percussão
- Jody Davis - Guitarra, vocal
- Jeff Frankenstein - Teclados